# Hypsypops
Hypsypops is een monotypisch geslacht van straalvinnige vissen uit de familie van rifbaarzen of koraaljuffertjes (Pomacentridae).

## Soort
- Hypsypops rubicundus (Girard, 1854)